# Apokalipsa bamberska

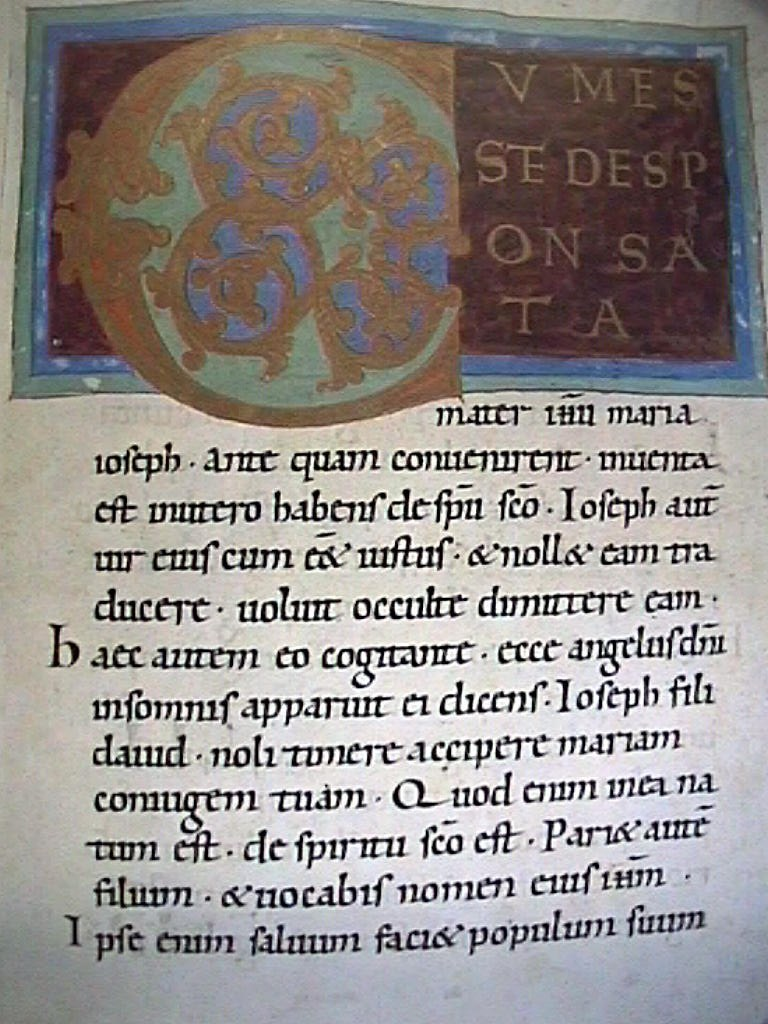
Karta z ozdobnym inicjałem

Apokalipsa bamberska – bogato iluminowany manuskrypt powstały na początku XI wieku w skryptorium klasztoru Reichenau, zawierający łaciński tekst Apokalipsy św. Jana oraz lekcjonarz z czytaniami ewangelicznymi na okres od Narodzenia Pańskiego do Zielonych Świątek. Obecnie znajduje się w zbiorach Biblioteki Państwowej w Bambergu (sygnatura Msc.Bibl.140).
Księga ma wymiary 209×295 mm i liczy 105 kart in folio. Za sprawą cyklu starannie wykonanych i cechujących się bogatą kolorystyką miniatur należy do najbardziej znanych średniowiecznych rękopisów Apokalipsy. Miniatury te nawiązują do tradycji sztuki karolińskiej, wykazują także podobieństwo ikonograficzne do fresków zdobiących baptysterium w Novarze.
Lekcjonarz zdobi 5 całostronicowych miniatur ze scenami ewangelicznymi, Apokalipsie towarzyszy natomiast 50 ilustracji wplecionych w tekst. Obydwie części manuskryptu rozdzielają dwie całostronicowe miniatury. Na prawej ukazano cztery starotestamentowe postaci zestawione w parach z alegoriami czterech cnót: Abraham–Posłuszeństwo, Mojżesz–Czystość, Dawid–Skrucha, Hiob–Cierpliwość. Lewa natomiast przedstawia cesarza koronowanego przez świętych Piotra i Pawła oraz cztery składające hołd alegoryczne postaci, symbolizujące różne części cesarstwa. Wśród badaczy nie ma pewności co do tego, który władca został ukazany na miniaturze. Identyfikuje się go z Ottonem III, na co wskazywać może podobieństwo sceny cesarza odbierającego hołd do tej z Ewangeliarza Ottona III, lecz zdaniem innych jest to Henryk II Święty.

## Galeria

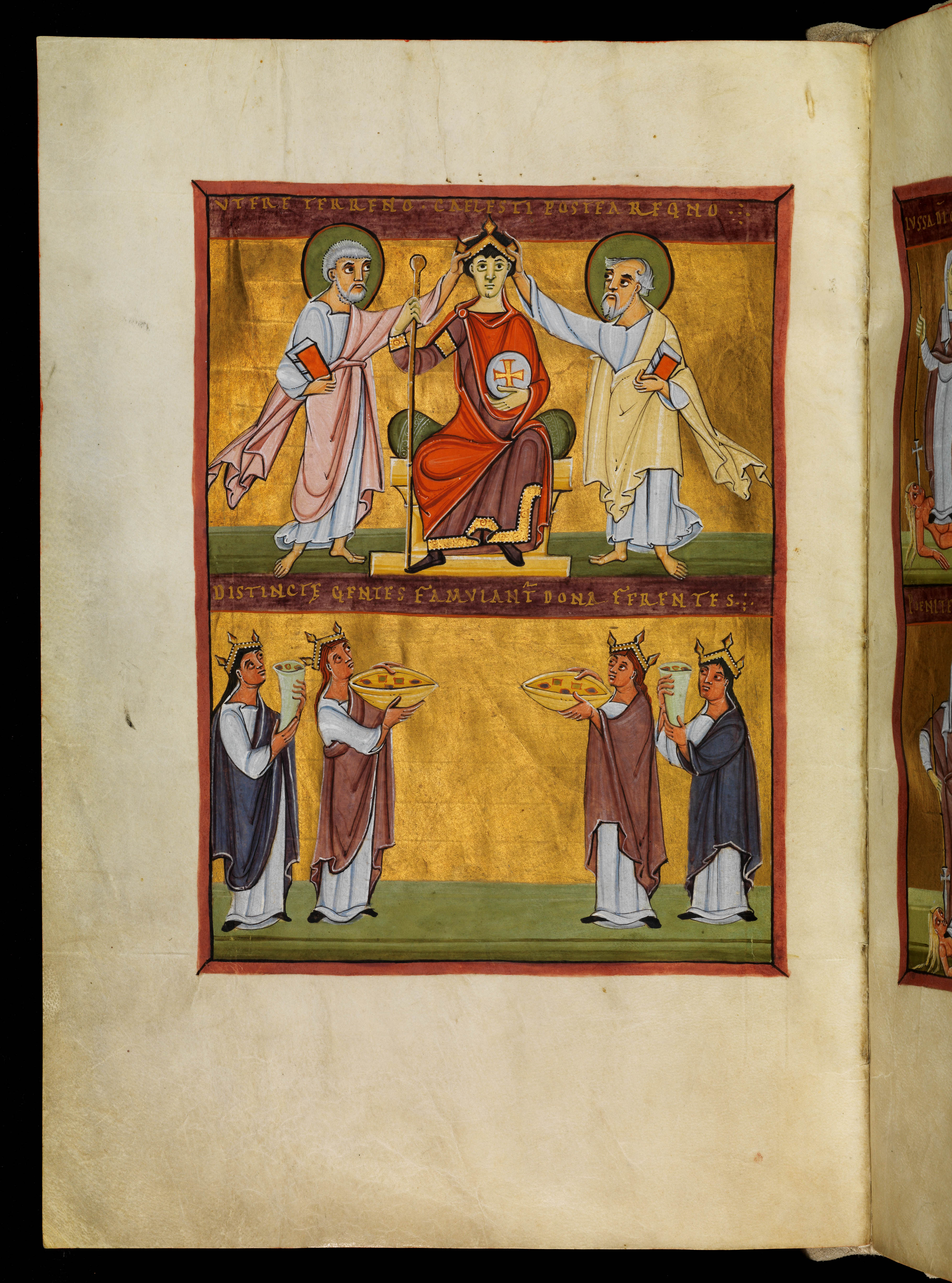
Cesarz koronowany przez świętych Piotra i Pawła
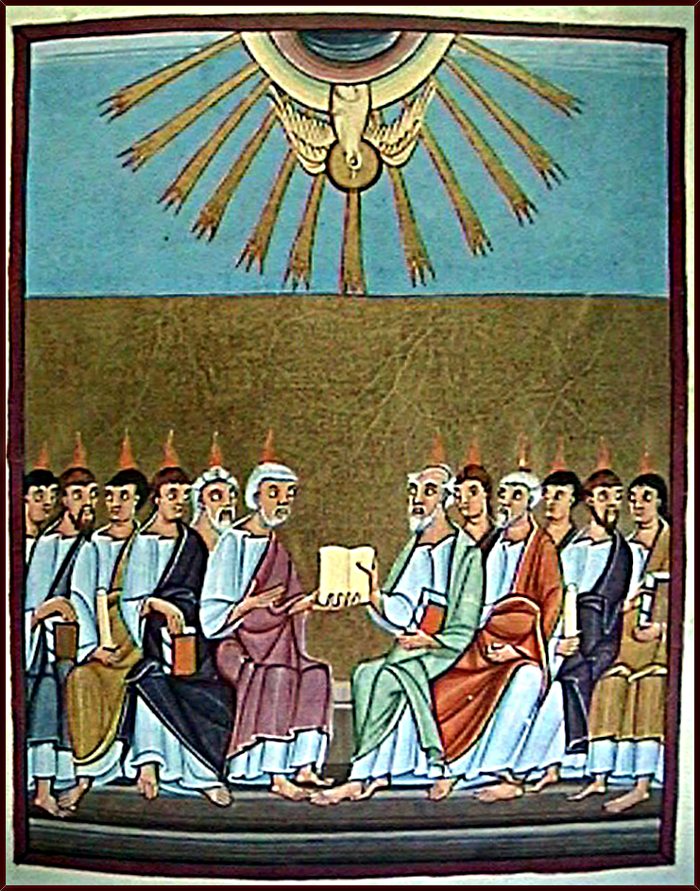
Zesłanie Ducha Świętego
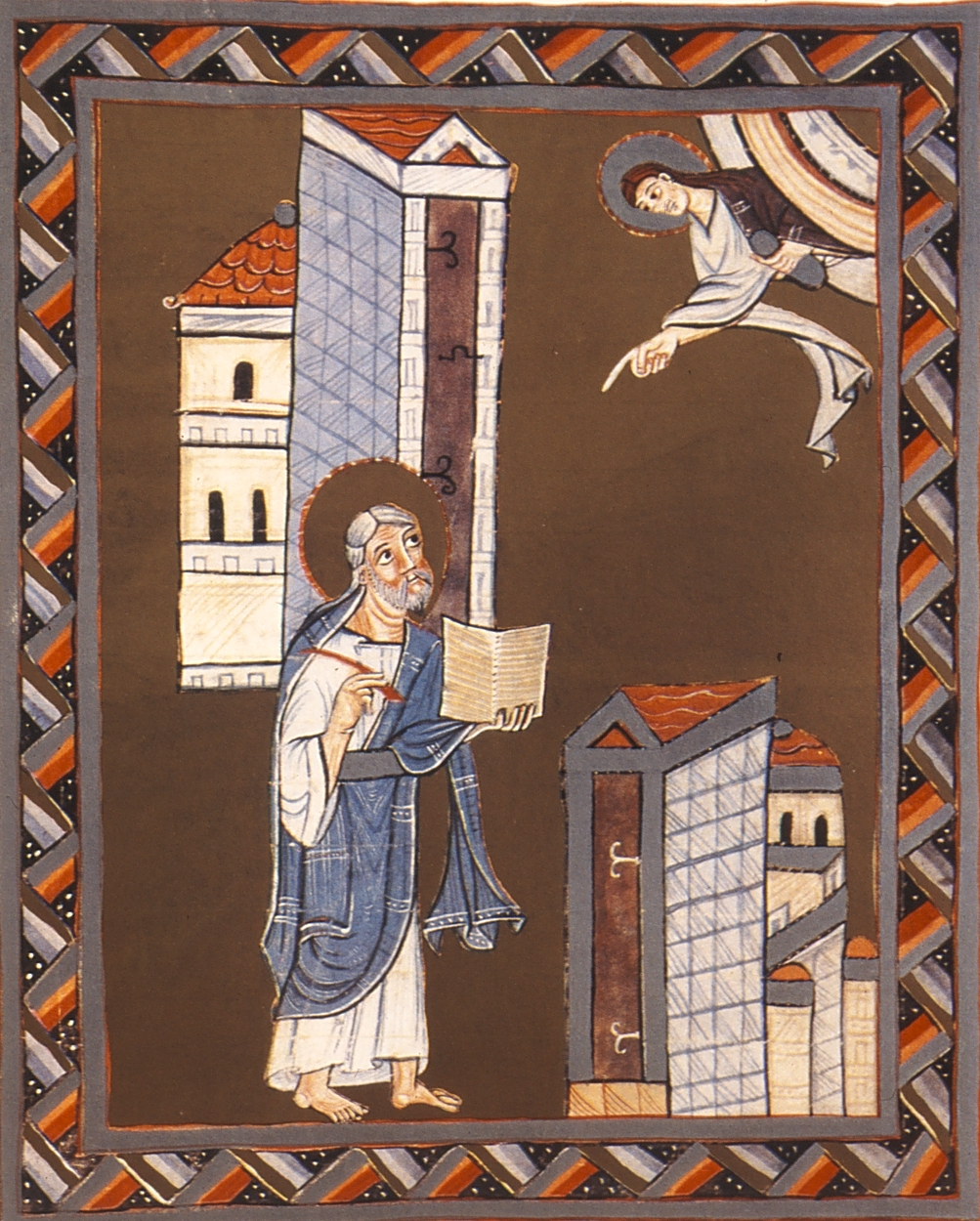
Jan pisze listy do zborów w Efezie i Smyrnie
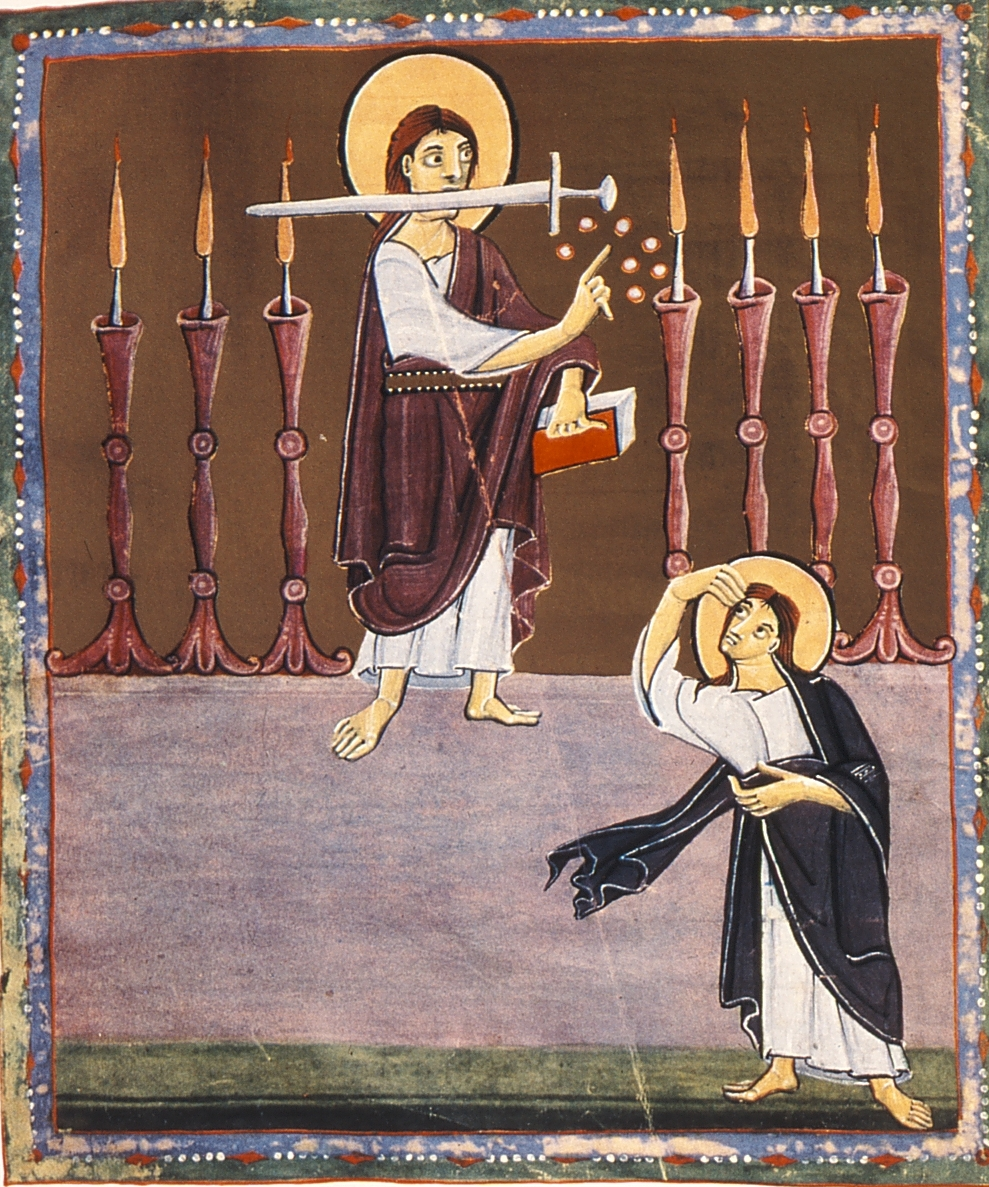
Syn Człowieczy i siedem świeczników
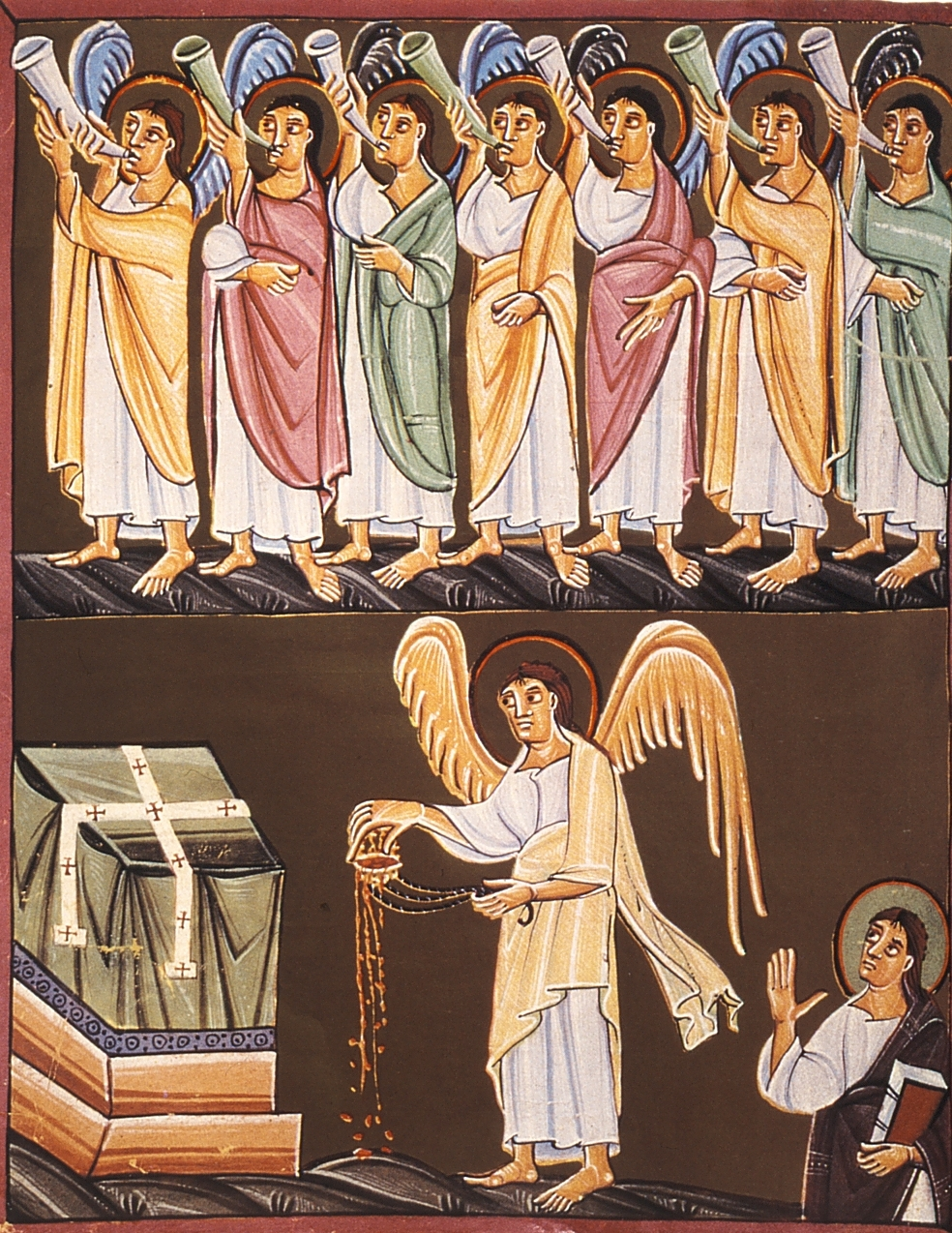
Siedem trąb i anioł z kadzidłem
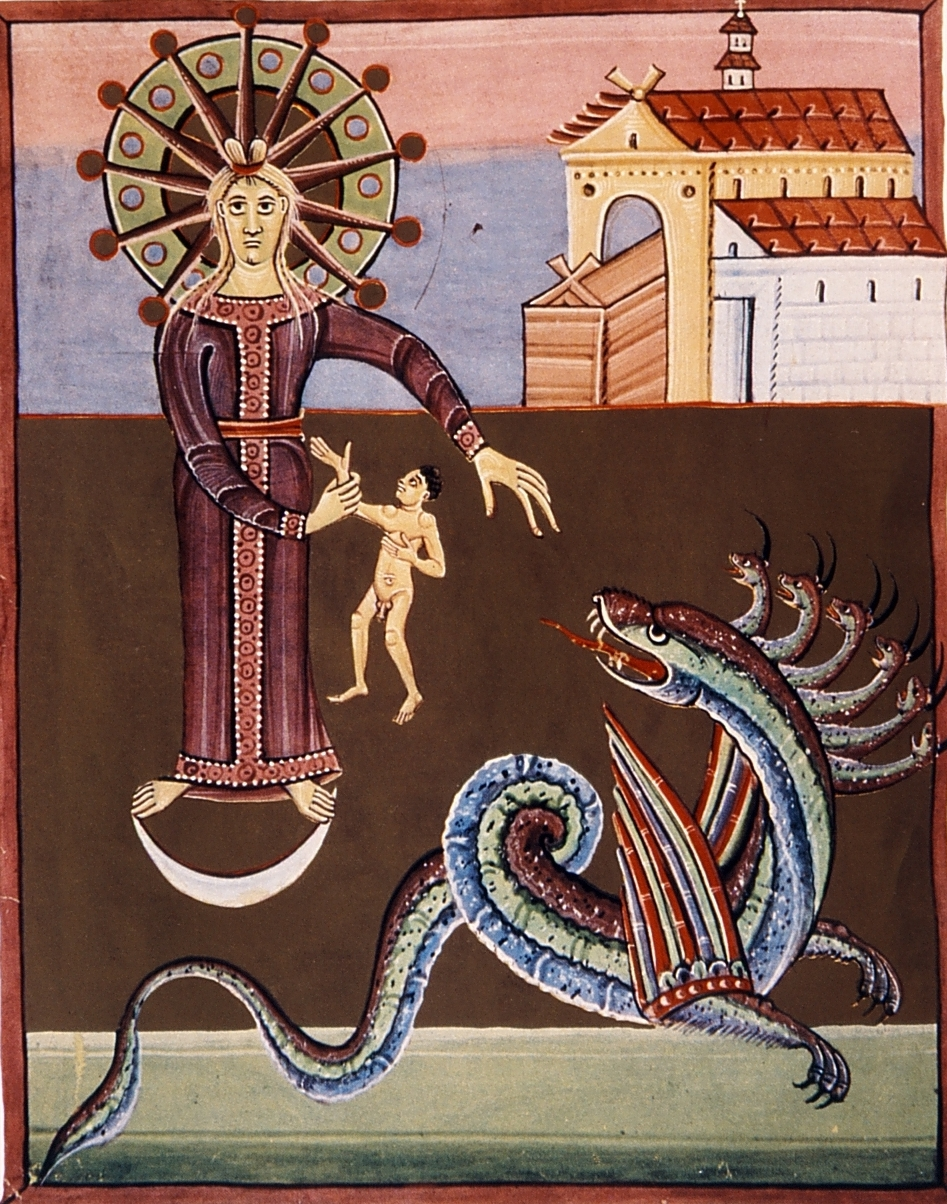
Niewiasta i smok
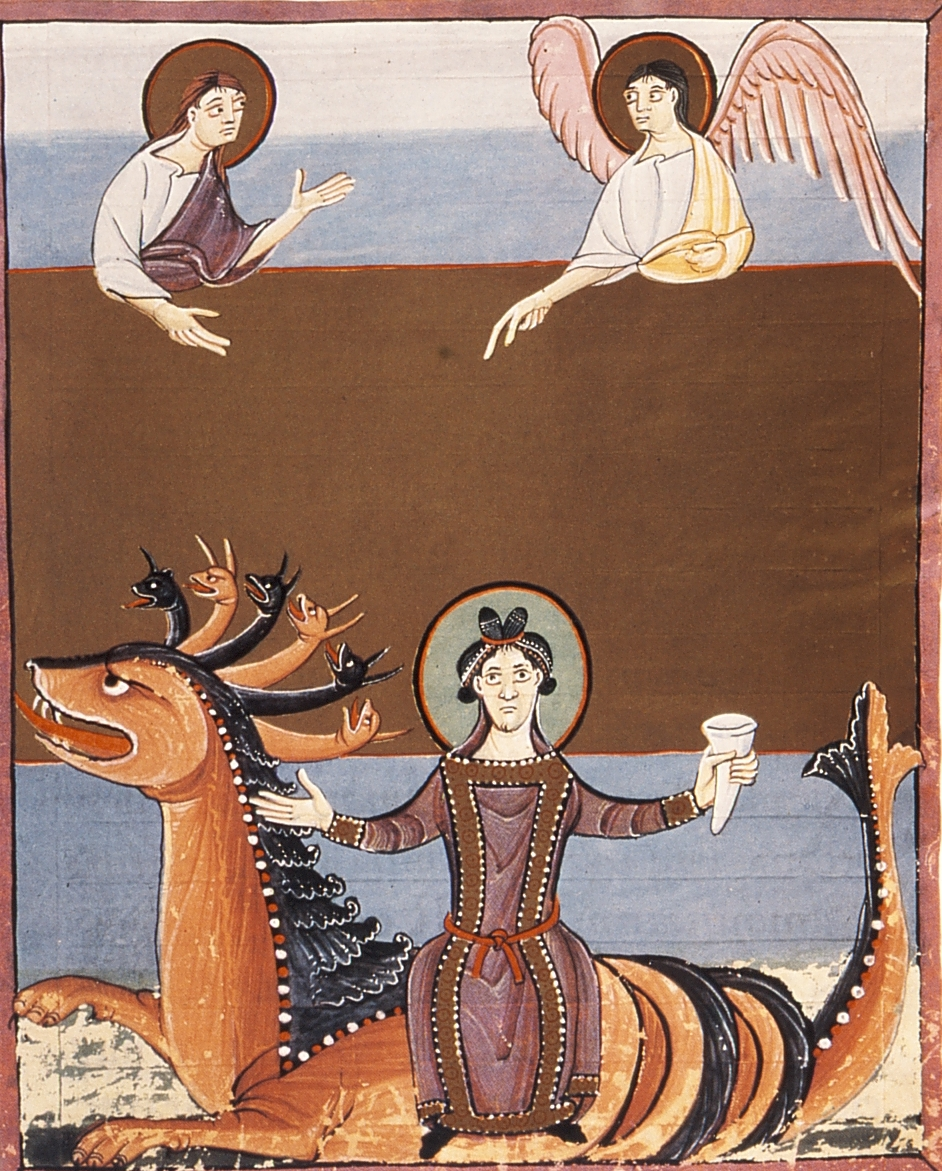
Wielka Nierządnica z Babilonu
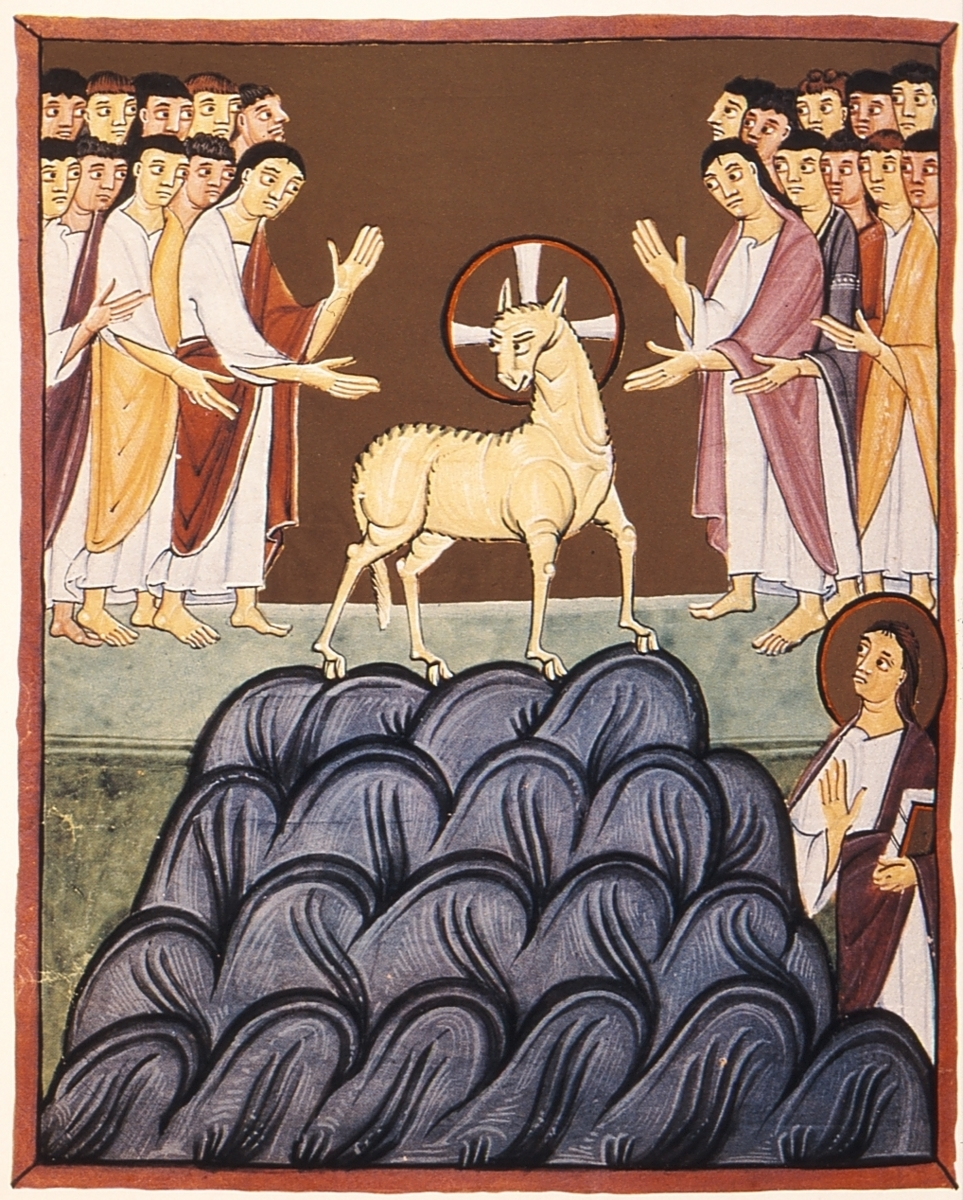
Baranek stojący na górze Syjon